# José Francisco Vergara Rojas
José Francisco Martínez de Vergara y Rojas-Puebla o José Francisco Vergara Rojas (San Agustín de Talca, 23 de octubre de 1777 - Talca, 1841) fue un alcalde, gobernador y hacendado chileno.

## Primeros años de vida
Hijo de José Martínez de Vergara Silva-Borges y de Tránsito de Rojas-Puebla y Ruiz de Urzúa. Hermano de Ramón Martínez de Vergara y Rojas-Puebla. Era sobrino nieto de Vicente, Juan Manuel, Anselmo y Nicolás de la Cruz y Bahamonde.
Contrajo matrimonio el 2 de diciembre de 1798 con Rosario Albano Cruz, hija de Juan Albano Pereira Márquez y de Bartolina de la Cruz y Bahamonde. Sus hijos fueron Pedro Nolasco, José María (padre de José Francisco Vergara Echevers), María del Rosario casada con Francisco Astaburuaga y Cienfuegos y Pilar (abuela del historiador Francisco Antonio Encina Armanet).

## Vida pública
Fue elegido alcalde de primer voto por Talca en 1811. Posteriormente fue elegido gobernador por Talca en los años 1812 y 1813. Su labor se basó principalmente en mejoramiento de Talca.

## Vida privada
Tuvo su actividad agrícola en lo que se conoce actualmente como Molina, principalmente en el sector de Cumpeo, donde da forma a dicha hacienda de Cumpeo.